# Enrique Olaya Herrera
Enrique Alfredo Olaya Herrera (Guateque, 12 novembre 1880 – Roma, 18 febbraio 1937) è stato un politico colombiano.
È stato il tredicesimo Presidente della Colombia, in carica dall'agosto 1930 all'agosto 1934. Era rappresentante del Partito Liberale Colombiano. 
Nel corso della sua carriera politica fu anche Ministro degli affari esteri per quattro volte: nel periodo 1910-1911 sotto la presidenza di Carlos Eugenio Restrepo, nel periodo 1921-1922 con Jorge Holguín alla guida del Paese e per due periodi nel 1935 sotto la presidenza di Alfonso López Pumarejo. Inoltre fu Ministro dell'agricoltura e del commercio nel 1921 con Jorge Holguín alla presidenza.
Morì a Roma, dove lavorò come diplomatico negli ultimi anni di vita.